# Marche à vue
 (janvier 2013).
Si vous disposez d'ouvrages ou d'articles de référence ou si vous connaissez des sites web de qualité traitant du thème abordé ici, merci de compléter l'article en donnant les références utiles à sa vérifiabilité et en les liant à la section « Notes et références ».
Dans les transports terrestres, la marche à vue consiste pour tout conducteur de véhicule à régler sa vitesse, notamment en fonction de la visibilité, de manière à pouvoir s'arrêter en cas de présence d'un obstacle sur la voie.
C'est la règle de base de ces codes de la route qui imposent au conducteur de rester constamment maître de sa vitesse et de régler cette dernière en fonction de l'état de la chaussée, des difficultés de la circulation et des obstacles prévisibles.
C'est l'exception dans le cas de la circulation ferroviaire. En effet, si les tramways circulent habituellement en conduite à vue, les trains roulent normalement à la vitesse limite autorisée par la réglementation lorsque les signaux sont ouverts (voie libre).
La marche à vue est très contraignante, car elle impose au conducteur de connaître parfaitement bien son train et ses réactions (masse, freinage, etc.) pour pouvoir l'arrêter avant n'importe quelle situation anormale sur la voie ou dans la caténaire, une queue de train ou un signal d'arrêt. Cette règle s'applique quelle que soit la météo : rouler en marche à vue par temps de brouillard épais, en courbe et avec un train de marchandises de 3 000 tonnes ne s'effectue pas avec la même vitesse et dans les mêmes conditions de stress que par beau temps, en ligne droite et avec un train de banlieue dont la masse est bien moindre et les capacités de freinage optimisées.

## États-Unis
Aux États-Unis certains règlements ferroviaires américains (Uniform Code of Operating Rules) ont une définition de marche à vue ne comportant pas de vitesse maximale (en théorie, on peut donc rouler à 100 km/h en marche à vue)… 

## Europe

### Belgique
En Belgique, être en marche à vue signifie que le conducteur de train doit rouler à une vitesse telle qu'il puisse provoquer sûrement l'arrêt devant tout obstacle prévisible, sur l'étendue de voie qu'il aperçoit distinctement libre devant lui.
La marche à vue peut s'effectuer à une vitesse maximale de 30 km/h, mais pour déterminer la vitesse maximale, le conducteur doit prendre en considération différents paramètres:

#### Marche à vue en grand mouvement
Circulation de nuit ou avec brouillard: 20 km/h maximum
Circulation de jour SANS brouillard:
| Vitesse max autorisée du convoi | Vitesse maximale de la marche à vue | Vitesse maximale de la marche à vue |
| ------------------------------- | ----------------------------------- | ----------------------------------- |
| Vitesse max autorisée du convoi | Pente ≤ 12 mm/m                     | Pente > 12 mm/m                     |
| V < 60 km/h                     | 20 km/h                             | 20 km/h                             |
| 60 ≤ V < 100 km/h               | 30 km/h                             | 20 km/h                             |
| V ≥ 100 km/h                    | 30 km/h                             | 30 km/h                             |

#### Marche à vue en petit mouvement
Quelles que soient les circonstances, la vitesse maximale est de 30 km/h.

#### Marche à vue dans les tunnels
Règle générale
La règle de la marche à vue dans les tunnels est applicable indépendamment du genre du mouvement (petit mouvement ou grand mouvement).
La vitesse maximale autorisée à travers le tunnel en marche à vue est de 20 km/h si soit:
- il est possible de voir à travers le tunnel;
- le tunnel est éclairé; le cas échéant, cet éclairage est actionné par le conducteur;
- les phares sont utilisés en feux de route; si lors du parcours; l'allumage des feux de croisement s'impose (pour éviter l'éblouissement), la vitesse est adaptée à la visibilité réduite.

À défaut, le conducteur explore pédestrement la portion de tunnel à parcourir en marche à vue. Le conducteur limite ensuite la vitesse à 5 km/h maximum.
Par temps ensoleillé, le conducteur doit s'arrêter à l'entrée d'un tunnel obscur (afin que ses yeux puissent s'adapter à l'obscurité).
Règle dans le tunnel de la ligne 0 et sur le tronçon de la ligne 25 entrée l'entrée et la sortie du tunnel de la jonction nord-sud d'Anvers:
La vitesse maximale est de 20 km/h.

### France
En France, la marche à vue « impose au conducteur d'avancer avec prudence, en réglant sa vitesse compte tenu de la partie de voie qu'il aperçoit devant lui, de manière à pouvoir s'arrêter avant une queue de train, un signal d'arrêt (pouvant être un panneau anormalement éteint) ou un obstacle », et de ne pas dépasser la vitesse de 30 km/h.
Cette règle très stricte n'est imposée que dans les cas définis par la réglementation :
- lorsque, arrêté devant un sémaphore de block automatique (nature de l'arrêt : arrêt par les signaux d'un poste), le conducteur se remet en marche et franchit de lui-même le sémaphore (signal de cantonnement), uniquement s'il s'agit d'un sémaphore de BAL ; les règles de franchissement en BAPR sont plus restrictives, et les sémaphores de BM sont non franchissables.
- lorsqu'il reçoit une autorisation de franchissement de  carré en block automatique (« bulletin CBA » dans le jargon SNCF) — la marche à vue est alors imposée dans le canton ferroviaire suivant le signal carré ;
- lorsqu'il a effectué un arrêt accidentel en pleine voie (arrêt autre que « par les signaux d'un poste », « normal » ou « prescrit »). Le conducteur se remet alors en marche en respectant la marche à vue jusqu'à la fin du canton dans lequel il s'est arrêté. Toutefois, si après avoir parcouru une distance de 3 km la fin du canton n'est pas atteinte, le conducteur reprend alors la marche normale.
- lorsqu'elle est imposée par la gestion réglementaire de certains incidents (répétition « signal fermé » en dehors de tout signal susceptible d'être répété, ou vu ouvert, ou franchi à revers, etc.). Dans certains cas, la marche à vue s'effectue au-delà de la fin du canton dans lequel se trouve le train, par exemple sur la « distance de couverture des obstacles » en cas de répétition « signal fermé » (cf. cas ci-avant).
- lorsqu'il franchit un rouge clignotant (uniquement en BAL), le conducteur franchit le signal à 15 km/h maximum et circule en respectant la marche à vue jusqu'à la fin du canton qui suit ce signal.
- lorsqu'il dépasse un panneau MV.
- lorsqu'il reprend sa marche après tout arrêt d'une durée supérieure à 3 minutes. Le conducteur se remet alors en marche en respectant la marche à vue jusqu'à la fin du canton dans lequel il s'est arrêté. Toutefois, si après avoir parcouru une distance de 3 km la fin du canton n'est pas atteinte, le conducteur reprend alors la marche normale.

### Italie
En Italie, la marche à vue s'effectue à une vitesse maximale de 4 km/h, soit à pas d'homme.

### Pays-Bas
Aux Pays-Bas, la marche à vue s'effectue à une vitesse maximale de 40 km/h.

### Suisse
En Suisse, la marche à vue s'effectue à une vitesse maximale de 40 km/h.
Selon la réglementation, la vitesse de la marche à vue doit être adaptée aux conditions de visibilité de façon à pouvoir s'arrêter devant un obstacle reconnaissable.
La marche à vue n'est pas un acte anodin et n'est normalement effectuée que dans certains cas bien précis :
- en cas de franchissement d'un signal à l'arrêt, après l'autorisation adéquate ;
- en cas de circulation sur la voie de droite sur un tronçon à double voie non équipé pour la circulation en voie unique ;
- lors d'une entrée sur voie occupée ;
- lors d'une entrée simultanée dans une gare sans accès dénivelés aux quais, c'est-à-dire si des voyageurs peuvent traverser les voies pour rejoindre un autre train (la marche à vue d'un train est alors limitée à 20 km/h) ;
- en cas de franchissement d'une installation de sécurité prévenant le non-enclenchement d'un passage à niveau. Le passage à niveau devra être traversé à 5 km/h par le premier véhicule ;
- en cas de départ d'une gare sans vue sur le signal de sortie après autorisation par le chef circulation ;
- dans une zone en exploitation "tramway/chemin de fer routier";
- sur ordre particulier, en cas de dérangement notamment.

Une règle plus stricte que celle indiquée par la définition de la marche à vue existe pour les mouvements de manœuvre, lesquels ont en général une vitesse maximale de 30 km/h.